# 普雷维什-辛格假说
经济学中，普雷维什-辛格假说（英語：Prebisch–Singer hypothesis）认为，从长远来看，初级产品的价格相对于制成品的价格会下降，这会导致依赖初级产品的经济体的贸易条件恶化。截至2013年，统计研究的结果支持该理论。这个想法是由劳尔·普雷维什和汉斯·辛格在20世纪40年代后期提出的；自提出起，它成为了依附理论和进口替代工业化（ISI）等政策的理论基础。

## 理论
对这种假设现象的一个普遍解释是，制成品比初级产品（尤其是食品）具有更大的需求收入弹性。因此，随着收入的增加，对制成品的需求比对初级产品的需求增长更快。
此外，初级产品的需求价格弹性较低，因此价格下降往往会减少而不是增加收入。
该理论暗示，全球市场的结构本身就是造成世界体系内持续不平等的原因。它也为伊曼纽尔·沃勒斯坦对国际秩序的新馬克思主義解释提供了一个有趣的视角，沃勒斯坦的世界体系理论认为“核心”和“边缘”国家之间权力关系的差异来自经济和政治不平等（然而，辛格-普雷维什假说也关乎发达国家和发展中国家劳工谈判地位的差异）。因此，该假说在1960-70年代受到新马克思主义发展经济学家的高度欢迎，甚至被用作支持扩大商品期货交易所作为发展工具的理由。
辛格和普雷维什在相对价格的长期历史数据中注意到了类似的统计模式，但这种规律可以用许多不同的方式解释，对应着多种不同政策立场。在职业生涯的后期，普雷维什认为，由于初级生产商面临的贸易条件不断恶化，发展中国家应努力实现经济多元化，并通过发展制造业来减少对初级商品出口的依赖。
在过去的30年里，该假设已经失去了一些现实基础，因为在非洲以外的大多数发展中国家，简单制成品的出口已经超过了初级商品的出口。出于这个原因，最近的许多研究较少关注初级产品和制成品的相对价格，而转为关注发展中国家生产的简单制成品与发达经济体生产的复杂制成品价格之间的关系。

1998年，辛格认为他提出的假说已经成为主流：
这一点的一个迹象是，普雷维什-辛格假说现在已含蓄或明确地纳入布雷顿森林体系给发展中国家的建议中。他们被警告，即使在出口价格暂时有利的情况下也要谨慎，而且要防范货币高估和荷兰病，以及主要出口部门突然繁荣可能暗含的对经济其他部分的不利影响和宏观经济不稳定的各种危险。他们被警告要记住，商品价格前景并不乐观，而且暴利往往是暂时的，随后的反弹可能会比暂时的暴利更大。这正是普雷维什-辛格假说会给出的警告。
最近的统计研究为该假说提供了支持。

## 其他来源
- Ocampo, José Antonio, and Parra, María Angela. (2003) The Terms of Trade for Commodities in the Twentieth Century.
- United Nations Conference on Trade and Development (2005) Trade and Development Report Chapter 3: Evolution of the Terms of Trade and its Impact on Developing Countries （页面存档备份，存于）.